# Albert Guillon
Albert Guillon (* 1801 in Meaux; † April 1854 in Venedig) war ein französischer Komponist.
Guillon hatte Unterricht an der Schule der Kathedrale Notre Dame de Paris bei Pierre Desvignes, bevor er am Conservatoire de musique et de déclamation Kontrapunkt bei François-Joseph Fétis und Komposition bei Henri Montan Berton studierte. Zugleich war er Kontrabassist an der Opéra-Comique.
1824 gewann er mit der Kantate Agnès Sorel den premier Second Grand Prix de Rome. Nach dem Aufenthalt in der Villa Medici in Rom 1826–27 ließ er sich in Venedig nieder. Dort komponierte er die Oper Maria di Brabante, die 1830 am Teatro La Fenice mit großem Erfolg aufgeführt wurde.
Später gab er die musikalische Laufbahn auf und wandte sich der Landwirtschaft und Seidenraupenzucht zu. Bei Treviso baute er eine Fabrik zur Verarbeitung der Raupenkokons. Seine Neuerungen fanden die Beachtung italienischer Landwirtschaftsgesellschaften und der Société impériale et centrale d'agriculture. 
| Personendaten    | Personendaten           |
| ---------------- | ----------------------- |
| NAME             | Guillon, Albert         |
| KURZBESCHREIBUNG | französischer Komponist |
| GEBURTSDATUM     | 1801                    |
| GEBURTSORT       | Meaux                   |
| STERBEDATUM      | April 1854              |
| STERBEORT        | Venedig                 |